# Allie Wrubel
Allie Wrubel (* 15. Januar 1905 in Middletown, Connecticut; † 13. Januar 1973 in Twentynine Palms, Kalifornien) war ein amerikanischer Saxophonist, Songwriter und Komponist.

## Leben und Wirken
Allie Wrubel studierte an der Wesleyan University und der Columbia University und arbeitete danach in Tanzorchestern. Für ein Jahr war er Mitglied des Orchesters von Paul Whiteman. 1924 begann er damit, Songs zu komponieren und dazu Texte zu schreiben. 1931 schrieb er I've Got a Communistic Feeling for You, 1933 den Titel Rasputin (That Highfalutin Lovin' Man). Im Jahr 1934 ging er nach Hollywood, um dort für die Filmfirma Warner Bros. zu arbeiten. Dort schuf er eine Reihe von Filmmusiken, bis er 1947 zu Walt Disney wechselte.
Allie Wrubel arbeitete in Hollywood viel mit dem Songwriter Mort Dixon zusammen; sie schrieben Try to See It My Way (Baby) für den Film Dames (1934). Im folgenden Jahr entstand für den Film Caliente der Hit The Lady in Red. 1937 hatte er mit Herb Magidson einen großen Erfolg mit dem von Margaret Mitchells Roman inspirierten Song Gone with the Wind, der zu einem Jazz-Standard und von vielen Sängern und Musikern interpretiert wurde. Mit Magidson entstand ein weiterer Klassiker, (I’m Afraid) The Masquerade Is Over, den später Sarah Vaughan interpretieren sollte. Wrubels letzter Hit entstand in Zusammenarbeit mit Ray Gilbert, Zip-a-Dee-Doo-Dah für den Film Onkel Remus’ Wunderland (Song of the South), der den Oscar als bester Song im Jahr 1948 gewann.
Wrubel schrieb auch Songs für die Filme Make Mine Music, Duell in der Sonne (Duel in the Sun), I Walk Alone, Musi, Tanz und Rhythmus (Melody Time), Tulsa, Never Steal Anything Small und Mitternachtsspitzen (Midnight Lace). Im Laufe seiner Karriere arbeitete er mit den Songwritern Abner Silver, Charles Newman, und Ned Washington zusammen.
Allie Wrubel wurde 1970 in die Songwriters Hall of Fame aufgenommen.